# Rickey Paulding
Rickey Paulding, né le 23 octobre 1982 à Détroit au Michigan, est un joueur américain de basket-ball évoluant aux postes d'arrière et d'ailier.

## Biographie
Rickey Paulding évolue dans l'équipe des Tigers du Missouri. Il est sélectionné par les Pistons de Détroit au 54e rang de la draft 2004. Il joue une saison au BCM Gravelines Dunkerque Grand Littoral, puis une saison à l'Adecco Asvel. Depuis 2007, il joue dans le club allemand d'Oldenburg.

## Clubs successifs
- 2004-2005 :  Hapoël Jérusalem (Ligat HaAl)
- 2005-2006 :  ASVEL Lyon-Villeurbanne (Pro A)
- 2006-2007 :  BCM Gravelines-Dunkerque (Pro A)
- Depuis 2007 :  EWE Baskets Oldenbourg (BBL)